# Jeanne Marie Bouvier de la Motte Guyon
Jeanne Marie Bouvier de la Motte Guyon (conocida también como Madame Guyon o, en español, Juana María de la Motte Guyon; Montargis, 13 de abril de 1648 - Blois, 9 de junio de 1717) fue una mística francesa. Fue considerada hereje por la Iglesia católica, y fue encarcelada desde 1695 hasta 1703 después de publicar varios libros, entre ellos, Un método de oración breve y fácil y su Comentario al Cantar de los Cantares.
Del quietismo de Miguel de Molinos, Madame Guyon adoptó la noción del «amor puro», un amor desinteresado a Dios, es decir, no corrompido por la perspectiva de una recompensa o una esperanza de salvación. Muy destacada en la alta sociedad parisina, creó un círculo de discípulos, entre ellos François Fénelon. También impartió clases en el famoso internado de Saint-Cyr. Las ideas quietistas se volvieron un punto de álgido debate en Francia, y críticos como Jacques-Bénigne Bossuet tomaron partido contra Madam Guyon y Fénelon. Los escritos de Madame Guyon fueron examinados en 1694 y 1695, terminando con una severa condena del quietismo. Madame Guyon fue encarcelada. 
Para el siglo XXI, la influencia de Madame Guyon ha prácticamente desaparecido entre los católicos, pero en cambio sus ideas han encontrado acogida en los círculos protestantes, sobre todo en Suiza, entre los pietistas del norte de Alemania y entre los metodistas angloestadounidenses.

## Primeros años y matrimonio
El padre de Guyon era Claude Bouvier, procurador del tribunal de Montargis. Tuvo una infancia enfermiza y su educación bastante abandonada. La pasó entre el convento y la casa de sus padres, de buena posición social, trasladándose nueve veces en diez años. Sus padres eran muy religiosos y le dieron una educación muy piadosa. Gran impacto tuvo en su juventud la lectura de las obras de san Francisco de Sales, y de ciertas monjas, sus maestras. Hubo una época en que quiso ser monja, pero luego cambió de idea.
A los dieciséis años de edad, habiendo rechazado otras propuestas, se casó con un rico caballero de Montargis, Jacques Guyon, de treinta y ocho años de edad. Durante los doce años que duró su matrimonio, Guyon fue maltratada por su suegra y criada. Su miseria se incrementó con las muertes de su medio hermana, seguida de la de su madre, su amado hijo y de su hija y padre, quienes murieron con pocos días de diferencia. Guyon tuvo otro hijo e hija poco antes de la muerte de su esposo, lo que aconteció después de doce años de matrimonio infeliz. Se convirtió así en viuda con 28 años.
Durante su matrimonio, el padre barnabita La Combe la introdujo en el misticismo.

## Viudez
Tras la muerte de su esposo, marchó a Ginebra. Dejó a sus hijos y viajó a Annecy, a Thonon, donde se encontró con el padre Lacombe en julio de 1681 y de nuevo se puso bajo su dirección. Comenzó a divulgar sus ideas místicas, pero, debido a los efectos que produjo, el obispo de Ginebra, D'Aranthon d'Alex, que primero había visto su llegada con satisfacción, le pidió que abandonara su diócesis, y al mismo tiempo expulsó al padre Lacombe, quien se trasladó al obispado de Vercelli. 
Madame Guyon siguió a su director a Turín, luego volvió a Francia y permaneció en Grenoble, donde publicó el "Moyen court" (enero de 1685) y divulgó su doctrina. El obispo de Grenoble, el cardenal Le Camus, se sintió perturbado por la oposición que ella suscitó. Por petición suya, abandonó la ciudad, se reunió con el padre Lacombe en Vercelli y un año después se fueron juntos a París (julio de 1686). 
Luis XIV era contrario al Quietismo de Miguel de Molinos (1640-1696) de que aparecía impregnado el pensamiento místico de Madame Guyon y se esforzó en que fuera condenado por Roma. Ordenó encerrar al padre Lacombe en la Bastilla, y después en los castillos de Oloron y de Lourdes. El arresto de Madame Guyon, retrasado por la enfermedad, se produjo el 29 de enero de 1688.
No fue liberada hasta siete meses después, cuando ella había puesto en las manos de teólogos, quienes habían examinado el libro, una retractación de las proposiciones que contenía. Algunos días después ella encontró, en Beyne, en la casa de campo de la duquesa de Béthune-Charrost, a François Fénelon, que fue el más famoso de sus discípulos. A través de Fénelon se acrecentó la influencia de Madame Guyon en círculos religiosos poderosos de la corte, entre los Beauvillier, los Chevreuse o los Montemart. Pronto ganó para el nuevo misticismo a Madame de Maintenon, y a través de ella a las jóvenes damas de Saint-Cyr. Sin embargo, el obispo de Chartres, en cuya diócesis se encontraba Saint-Cyr, se alarmó al momento por las ideas espirituales que se estaban divulgando allí. Alertada por él, Madame de Maintenon buscó el consejo de personas que reprobaban las ideas de Madame Guyon. Madame Guyon entonces pidió que su conducta y escritos fueran examinados por jueces civiles y eclesiásticos. El rey consintió que sus escritos se sometieran al juicio de Bossuet, Louis-Antoine, cardenal de Noailles, y de Tronson, superior de la Sociedad de Saint-Sulpice.
El 10 de octubre de 1694 François de Harlay de Champvallon, el arzobispo de París condenó las obras publicadas de Madame Guyon. Ella, temiendo otro arresto, se refugió durante unos meses en Meaux, con permiso de Bossuet, entonces obispo de esa sede. Después de someterse a los 34 artículos de Issy, ella regresó en secreto a París. Allí la policía la arrestó el 24 de diciembre de 1695 y la encarceló, primero en Vincennes, luego en un convento de Vaugirard, y más tarde en la Bastilla, donde el 23 de agosto de 1699, de nuevo firmó una retractación de sus teorías y su compromiso de abstenerse de divulgarlas más. Desde entonces no intervino, personalmente, en discusiones públicas, pero la controversia sobre sus ideas se hizo aún más intensa entre Bossuet y Fénelon. 
Madame Guyon estuvo encarcelada en la Bastilla hasta el 21 de marzo de 1703, cuando ella se fue, después de más de siete años de cautividad, para vivir con su hijo en un pueblo en la diócesis de Blois. Allí pasó quince años en silencio y aislamiento y componiendo poesía. Asimismo, escribió una autobiografía de varios volúmenes.

## Muerte
En 1704, sus obras fueron publicadas en los Países Bajos, haciéndose muy populares. Muchos ingleses y alemanes la visitaron en Blois, entre ellos Johann Wettstein, y Lord Forbes. Murió en 1717, a los sesenta y ocho años en Blois, sometida a la Iglesia católica, de la que ella nunca tuvo la intención de apartarse.

## Obras
Sus obras, Moyen Court y Règles des associées à l'Enfance de Jésu, se incluyeron en el Index Librorum Prohibitorum de 1688. 
- Vie de Madame Guyon, Ecrite Par Elle-Même ("Vida de la señora Guyon, escrita por ella misma"), 3 v. París, 1791

- Le Moyen Court Et Autres Écrits Spirituels ("Método de oración breve y fácil", 1685)

- Opuscules spirituels ("Opusculos espirituales", 2 v. París, 1690)

- Commentaire au Cantique des cantiques de Salomon ("Comentario al Cantar de los cantares de Salomón", 1688)

- Les Torrents Spirituels ("Los torrentes espirituales", 1682)

- Commentaire sur Livre de Job ("Comentario sobre el Libro de Job", 1714)

- Règles des assocées à l'Enfance de Jésu

## Traducciones
La Autobiografía de Madame Guyon, y varias de sus obras, fueron traducidas por primera vez en Argentina, del alemán al castellano por Molly Hecker de Hauser, a partir de 1983, y distribuidas gratuitamente en varios países sudamericanos desde entonces.
La Autobiografía de Madame Guyon, y varias de sus obras fueron traducidas en España a partir de 1997 del inglés al castellano, y actualmente las distribuye una editorial española.